# Buena Vista (Goiânia)
Buena Vista é um bairro da cidade brasileira de Goiânia, localizado na região oeste do município.
O bairro foi fundado em 2008 pela Real Negócios Imobiliários e subdividido em quatro regiões, que resultam em uma área de 2,33 km². É localizado às margens da BR-060, na saída para a cidade de Rio Verde e distante dos bairros centrais de Goiânia. Parte dos lotes foram vendidos à populações de baixa renda provenientes de áreas de risco.
Segundo dados do Instituto Brasileiro de Geografia e Estatística (IBGE), divulgados pela prefeitura, no Censo 2010 a população do bairro Buena Vista era de 2 292 pessoas.